# 代雷濟夫卡
代雷濟夫卡（烏克蘭語：Дерезівка），是烏克蘭東南部扎波羅熱州扎波羅熱區维利尼扬斯克市镇内的村落。處於維利尼揚卡河左岸，始建於1898年，面積0.385平方公里。